# Palacios de la Valduerna
Palacios de la Valduerna é um município da Espanha na província de León, comunidade autónoma de Castela e Leão, de área 20,47 km² com população de 484 habitantes (2007) e densidade populacional de 24,28 hab/km².

## Demografia
| Variação demográfica do município entre 1991 e 2004 | Variação demográfica do município entre 1991 e 2004 | Variação demográfica do município entre 1991 e 2004 | Variação demográfica do município entre 1991 e 2004 |
| --------------------------------------------------- | --------------------------------------------------- | --------------------------------------------------- | --------------------------------------------------- |
| 1991                                                | 1996                                                | 2001                                                | 2004                                                |
| 656                                                 | 570                                                 | 550                                                 | 497                                                 |